# Condado de Owen (Kentucky)
El condado de Owen (en inglés: Owen County), fundado en 1819, es uno de 120 condados del estado estadounidense de Kentucky. En el año 2000, el condado tenía una población de 10,547 habitantes y una densidad poblacional de 12 personas por km². La sede del condado es Booneville.

## Geografía
Según la Oficina del Censo, el condado tiene un área total de 917 km² (354,1 mi²), de la cual 912 km² (352,1 mi²) es tierra y 5 km² (1,9 mi²) (0.57%) es agua.

### Condados adyacentes
- Condado de Carroll (noroeste)
- Condado de Gallatin (noreste)
- Condado de Grant (este)
- Condado de Scott (sureste)
- Condado de Franklin (suroeste)
- Condado de Henry (oeste)

## Demografía
Según la Oficina del Censo en 2000, los ingresos medios por hogar en el condado eran de $33,310, y los ingresos medios por familia eran $38,844. Los hombres tenían unos ingresos medios de $29,329 frente a los $21,426 para las mujeres. La renta per cápita para el condado era de $15,521. Alrededor del 15.50% de la población estaban por debajo del umbral de pobreza.

## Localidades
- Gratz
- Monterey
- Owenton
- Perry Park
- New Liberty